# La Seyne-sur-Mer
La Seyne-sur-Mer, hoặc La Seyne là một xã thuộc tỉnh Var trong vùng Provence-Alpes-Côte d’Azur miền đông nam nước Pháp.